# Monte Gonare
Il monte Gonare è una formazione montuosa della Sardegna centrale, nella provincia di Nuoro. È situato nel territorio amministrativo di Orani e Sarule  e si innalza fino alla quota di 1.083 m s.l.m.
Il territorio del complesso montuoso è stato proposto ed inserito tra i siti di interesse comunitario della Regione Sardegna.

## Descrizione

### Origine e significato del nome
Il monte prende il nome da Gonario II, giudice di Torres. Sappiamo dalla storia che questi, ancora in età giovanissima, succedette al padre Costantino I nella eredità del Giudicato. Vive e si sposa a Pisa, e all'età di 20 anni, nel 1127, torna in Sardegna a prendere il governo del suo Giudicato. Nel 1147, dopo 20 anni di regno, rispondendo all'appello lanciato al mondo cristiano per la seconda crociata, lo vediamo peregrinare in Terra Santa.
Fu al ritorno da questo viaggio che il veliero del Giudice Gonario incappò in una violenta tempesta che minacciava di sommergere tutti: Gonario fece la promessa di edificare un tempio alla Madonna nel lembo di terra che per primo fosse loro apparso dell'Isola, se la Vergine li avesse salvati dal naufragio. La Vergine esaudì la preghiera e la tempesta cessò. Appressandosi alle coste sarde, mentre il litorale era ancora nascosto dalla foschia, una vetta brillava lontana, illuminata dal sole: era la cima del monte che in seguito sarà chiamato di Gonare.

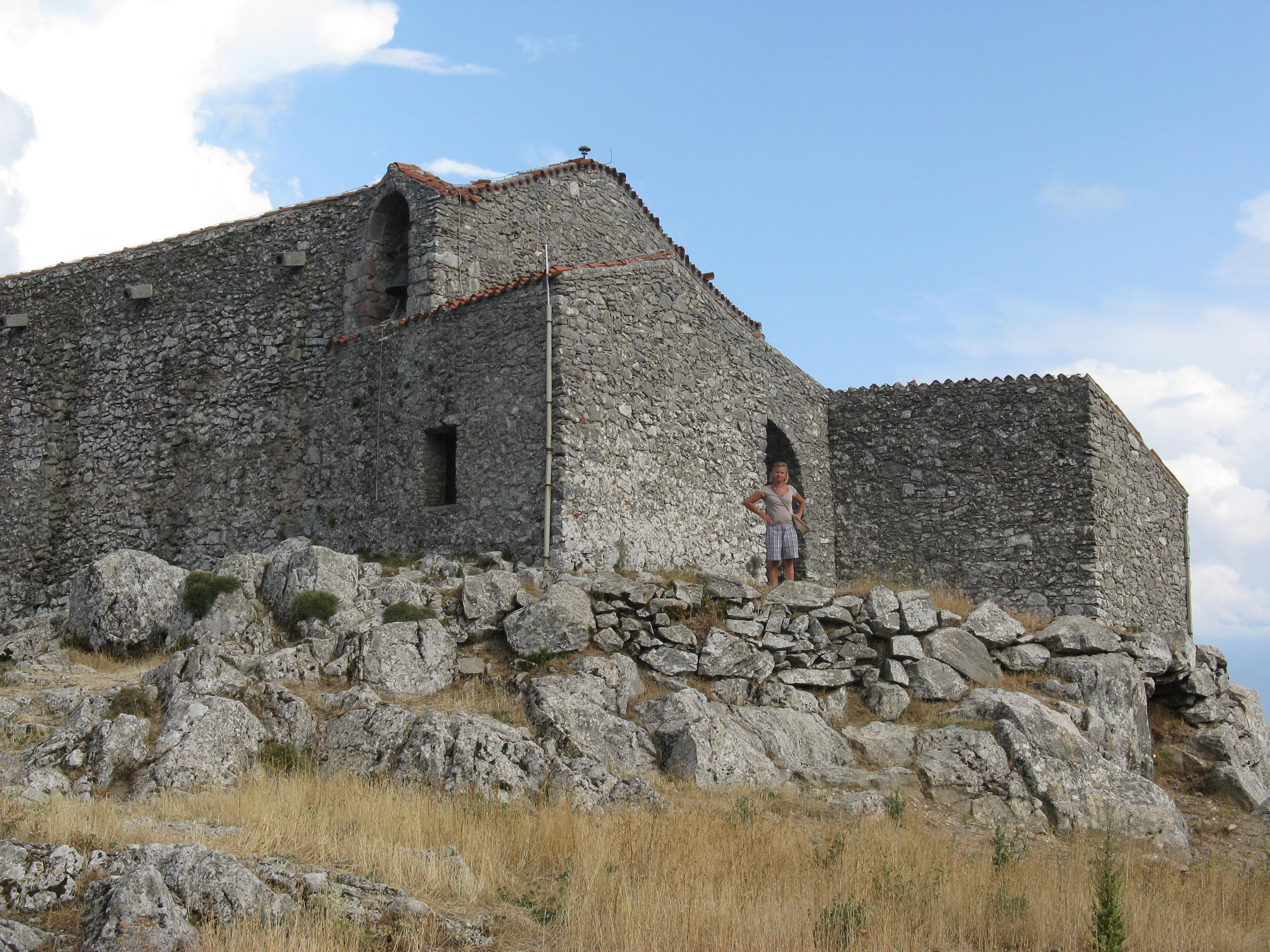
Chiesa Nostra Signora di Gonare

La promessa fu mantenuta, e sulla cima sorse la chiesa del Voto, "sa cesa e su monte de sa Madonna de Gonare". Ormai da 8 secoli domina un gran numero di paesi, e ogni anno ospita folle di pellegrini che giungono al monte per sciogliere un voto, per ringraziare, per implorare la Vergine col Bambino.

### Territorio
Il complesso montuoso è formato da tre cime; Gonare (1.083 metri), Gonareddu (1.045 metri) e Punta Lotzori (976 metri). Dal punto di vista geomorfologico è costituito da rocce calcaree. La zona circostante la montagna appare comunque molto varia, con affioramenti di graniti compatti ed a grana grossolana di colore grigio chiaro. Gli eventi legati all'orogenesi ercinica hanno determinato sollevamenti e deformazioni portando all'intrusione di graniti ed al sollevamento della copertura metamorfica. Il metamorfismo di contatto ha prodotto giacimenti di cornubianite, marmo e talco che, in passato, sono stati sfruttati come materiali lapidei.
Sulla cima più alta (Gonare) si trova una piccola chiesa, dedicata alla Nostra Signora di Gonare, databile intorno al XVII secolo. L'8 settembre di ogni anno vi si svolge una festa, che viene organizzata alternativamente dalle comunità di Sarule e di Orani.

### Clima
Il clima della zona del Monte Gonare è un clima mediterraneo caratterizzato da un regime delle precipitazioni concentrate nei mesi autunnali ed invernali, con quantità variabili, a seconda dell'altitudine, tra i 700 ed i 1.000 millimetri all'anno. Di rado possono verificarsi delle nevicate. Le temperature medie si attestano tra gli 11 ed i 15 °C. I venti dominanti sono quelli provenienti dai quadranti occidentali.

### Flora e fauna
La flora è composta da specie come la roverella (Quercus pubescens), il leccio (Quercus ilex), il castagno (Castanea sativa), l'aglio paucifloro (Allium parciflorum), l'erba astragola (Aristolochia rotunda), la pratolina spatolata (Bellium bellidioides), lo scardaccione spinosissimo (Dipsacus ferox), l'efedra nebrodense (Ephedra nebrodensis), Euphorbia semiperfoliata, il caglio di Sardegna (Galium corsicum), l'ellera terrestre di Sardegna (Glechoma sardoa), l'elicriso (Helichrysum italicum), l'agrifoglio (Ilex aquifolium), l'acero minore (acer monspessulanum), la listera maggiore (Listera ovata), la mercorella di Corsica (Mercurialis corsica), l'orchide maschia di Sardegna (Orchis mascula ichnusae), l'ornitogalo sardo-corso (Ornithogalum corsicum), la felce florida (Osmunda regalis), la rosa di montagna (Paeonia mascula), il giglio marino (Pancratium illyricum) ed il trifoglio di Moris (Psoralea morisiana).
Tra le specie vegetali endemiche della flora della Sardegna vanno segnalate la betonica fetida (Stachys glutinosa), lo zafferano minore (Crocus minimus), l'arenaria balearica (Arenaria balearica), la menta di Sardegna (Mentha insularis), il gigaro sardo-corso (Arum pictum), la borragine di Sardegna (Borago pygmaea), l'acino di Sardegna (Acinos sardous), il colchico di Gonare (Colchicum gonarei), il polipodio sottile (Polypodium interjectum), il pigamo minore (Thalictrum minus), la listera maggiore (Listera ovata), il nido d'uccello (Neottia nidus-avis) e l'asparago selvatico (Asparagus tenuifolius).
Tra le specie della fauna sono comuni la pernice sarda (Alectoris barbara), il ferro di cavallo di Mehely (Rhinolophus mehelyi), il ferro di cavallo minore (Rhinolophus hipposideros), il rinolofo maggiore (Rhinolophus ferrumequinum) ed il miniottero (Miniopterus schreibersi). Tra gli anfibi è presente la raganella sarda (Hyla sarda).